# KV10
KV10 — гробница фараона Аменмеса из XIX династии Нового царства (XIII век до н. э.), расположенная в египетской Долине Царей, в фиванском некрополе на западном берегу Нила, напротив Луксора. Однако до сих пор не найдено доказательств, что фараон Аменмес был захоронен в этой гробнице. Исследования показывают, что во время правления XX династии, роспись на стенах была заменена в честь двух цариц — Тахат и Бакенурел.

## Археологические исследования
Гробница известна со времён античности, и есть свидетельства, что она была взломана в I веке до н. э. — I веке н. э.
Первые археологические исследования гробницы датируются концом XVIII века, когда известный английский путешественник Ричард Покок впервые посетил Долину Царей. Позднее гробницу изучали Жан-Франсуа Шампольон и Карл Лепсиус, которые ограничились изучением внешних рисунков на гробнице и сделали несколько копий сюжетов. В 1883 году французский египтолог Eugène Lefébure сделал эскизы всех доступных изображений.
Исследование царской гробницы сильно осложнялось большим количеством щебня, который во время дождей смывало в гробницу. Кроме того, настенные росписи были в очень плохом состоянии и это препятствовало полноценным археологическим раскопкам. В середине XIX века британский египтолог Эдвард Айртон расчистил вход и проник в передние камеры.
Предложение по подробному изучению гробницы KV-10 было выдвинуто в 1992 году. Исследование началось с разведывательной миссии 31 декабря 1992. Полноценные раскопки стартовали летом 1993 года и продолжались с тех пор каждое лето, за исключением 2002 года. Археологи обнаружили, что груды щебня в верхних коридорах гробницы попали сюда сравнительно недавно — буквально за два последних века. Количество щебня было очень велико и занимало всю высоту коридоров (более трёх метров).
Раскопки продолжаются и по сей день, но, по последним данным, никаких важных археологических открытий в гробнице сделано не было[уточнить].

## Описание гробницы
Росписи на стенах, начиная от фасада и до колонного зала гробницы посвящены фараону Аменмесу, но большая их часть удалена или скрыта более поздними изображениями. Рельефная роспись над входом аккуратно срезана, также как изображения Ра-Хорахте и Маат. Остатки росписей, посвящённых фараону Аменмесу остались только на затопленных участках стен. Тем не менее, картуши с именами фараона сохранились лучше других росписей. На потолке в колонном зале и в некоторых коридорах сохранилась синяя краска, в которую он изначально был раскрашен. В некоторых местах на синем потолке сохранились остатки изображений звёзд.
На стенах шахты присутствуют фигуры Тахат — матери фараона Рамсеса IX, а в колонном зале — изображения царицы Бакенурел, Великой царицы, жены Рамсеса IX. Эти изображения явно носят вторичный характер и сделаны во время правления XX династии. Комнаты за колонным залом остались не декорированными.
Гробница множество раз подвергалась затоплениям, так как была оставлена открытой после исследований XIX века. Большая часть изображений в колонном зале и в камере «Е» оказались уничтожены наводнением 1916 года или даже ранее.